# Navas de Bureba
Navas de Bureba es una localidad y un municipio situados en la provincia de Burgos, comunidad autónoma de Castilla y León (España), comarca de La Bureba, partido judicial de Briviesca, ayuntamiento del mismo nombre.

## Geografía
Integrado en la comarca de La Bureba, se sitúa a 65 kilómetros de Burgos. El término municipal está atravesado por la carretera nacional N-232, en el pK 492. El relieve del municipio está definido por la sierra de Oña al norte y un terreno progresivamente descendente hacia el sur. La altitud oscila entre los 1216 metros en la sierra de Oña y los 700 metros en el extremo sur. El pueblo se alza a 769 metros sobre el nivel del mar. 
| Noroeste: Oña                   | Norte: Oña                 | Nordeste: Quintanaélez |
| Oeste: Oña                      |                            | Este: Quintanaélez     |
| Suroeste: Los Barrios de Bureba | Sur: Los Barrios de Bureba | Sureste: Quintanaélez  |

## Demografía
Navas de Bureba cuenta con una población de 24 habitantes (INE 2024).
| Gráfica de evolución demográfica de Navas de Bureba entre 1842 y 2021                                                 |
| |
| Población de derecho según los censos de población del INE. Población de hecho según los censos de población del INE. |

| 1991 |  | 1996 |  | 2001 |  | 2004 |
| ---- |  | ---- |  | ---- |  | ---- |
| 50   |  | 54   |  | 47   |  | 46   |

## Historia
Villa, en la cuadrilla de La Vid, una de las siete en que se dividía la Merindad de Bureba perteneciente al partido de Bureba. jurisdicción de realengo con regidor pedáneo.
A la caída del Antiguo Régimen queda constituida en ayuntamiento constitucional del mismo nombre, en el partido Briviesca, región de Castilla la Vieja, contaba entonces con 91 habitantes.
Así se describe a Navas de Bureba en el tomo XII del Diccionario geográfico-estadístico-histórico de España y sus posesiones de Ultramar, obra impulsada por Pascual Madoz a mediados del siglo XIX:

Villa con ayuntamiento en la provincia, diócesis, audiencia territorial y capitanía general de Burgos (10 leguas), partido judicial de Briviesca (3); Está situada en llano, con buena ventilación y clima saludable, defendiéndola por los lados N y O una sierra que forma parte de la de Oña y Pancorbo. Tiene 44 casas con la consistorial  de un solo piso, construidas todas de piedra y con una distribución interior poco cómoda; una plaza que no es otra cosa que un vacío de edificios; varias calles sin empedrar, pero que sin embargo el piso es regular por la naturaleza del suelo; una escuela de primeras letras, a la que asisten los niños de ambos sexos en número de 28, cuyo maestro está dotado con 26 fanegas de trigo; una fuente con arco de piedra junto al pueblo, de cuyas aguas, que son abundantes y buenas, se surten los habitantes para sus usos, y por último, una iglesia parroquial (La Asunción), servida por un cura párroco y un sacristán. Confina el término N Barcina; E Quintanaeles y Solduengo; S Laparte, y O Penches y Oña. El terreno participa de monte y llano, formando aquél la expresada sierra que en su mayor parte se halla poblada de carrascos bajos, y cuyo suelo produce pastos para el ganado, los cuales se arriendan algunos años en la estación de verano para el merino trashumante; en dicha sierra se encuentran también varias canteras de piedra calcárea; lo restante del terreno en general hablando, es flojo, algo pedregoso, secano, arenisco y poco feraz; a la parte SO se hallan algunos huertos de regadío, que sirven para el cultivo de verduras, cáñamo y lino. Baña la jurisdicción un arroyo que desciende de la referida sierra y nace a distancia de ¼ de legua O del pueblo; es de curso perenne, y sus aguas sólo se aprovechan para el riego de los citados huertos, no obstante poder hacer extensivo este beneficio a toda la llanura que atraviesa; pasa por los términos de Laparte y Cornudella, y va a desaguar en el río Oca. Los caminos son locales y todos carreteros, excepto el que cruza la sierra, habiendo además la carretera que construyó la Sociedad Riojana, y que pasando cerca de la población, enlaza la de Oña con la de Francia en el término y próximo a Cubo. Producciones: toda clase de cereales, legumbres de buena calidad, algunas frutas y poco vino; cría ganado lanar, vacuno, caballar y cabrío en corto número, y bastante caza de perdices y liebres. Industria: la agrícola. Población: 32 vecinos, 95 almas. Capital productivo: 814.720 reales. Imponible: 48.701. Contribución: 1.702 reales 17 maravedíes. El presupuesto municipal asciende a 1.500 reales que se cubre por reparto vecinal.
Diccionario geográfico-estadístico-histórico de España y sus posesiones de Ultramar

## Parroquia
Iglesia católica de la Asunción de Nuestra Señora, dependiente de la parroquia de Quintanaélez en el Arcipestrazgo de Oca-Tirón, diócesis de Burgos.